# Episodi di Bloodline (prima stagione)
La prima stagione della serie televisiva Bloodline, composta da tredici episodi, è stata resa interamente disponibile sul servizio di streaming on demand Netflix il 20 marzo 2015.
In Italia, la serie è stata resa interamente disponibile sul servizio di streaming on demand Netflix il 22 ottobre 2015.
| nº | Titolo originale | Titolo italiano | Pubblicazione USA | Prima TV Italia |
| -- | ---------------- | --------------- | ----------------- | --------------- |
| 1  | Part 1           | Parte 1         | 20 marzo 2015     | 22 ottobre 2015 |
| 2  | Part 2           | Parte 2         | 20 marzo 2015     | 22 ottobre 2015 |
| 3  | Part 3           | Parte 3         | 20 marzo 2015     | 22 ottobre 2015 |
| 4  | Part 4           | Parte 4         | 20 marzo 2015     | 22 ottobre 2015 |
| 5  | Part 5           | Parte 5         | 20 marzo 2015     | 22 ottobre 2015 |
| 6  | Part 6           | Parte 6         | 20 marzo 2015     | 22 ottobre 2015 |
| 7  | Part 7           | Parte 7         | 20 marzo 2015     | 22 ottobre 2015 |
| 8  | Part 8           | Parte 8         | 20 marzo 2015     | 22 ottobre 2015 |
| 9  | Part 9           | Parte 9         | 20 marzo 2015     | 22 ottobre 2015 |
| 10 | Part 10          | Parte 10        | 20 marzo 2015     | 22 ottobre 2015 |
| 11 | Part 11          | Parte 11        | 20 marzo 2015     | 22 ottobre 2015 |
| 12 | Part 12          | Parte 12        | 20 marzo 2015     | 22 ottobre 2015 |
| 13 | Part 13          | Parte 13        | 20 marzo 2015     | 22 ottobre 2015 |